# Шамич, Александр Николаевич
Александр Николаевич Шамич (укр. Олександр Миколайович Шамич; род. 17 мая 1968, Киев) — украинский футбольный арбитр, спорторганизатор, учёный. Доктор психологических наук, профессор.

## Биография
Футболом начал заниматься в 1976 г. в детской команде «Темп» г.Киев, выпускник СДЮСШОР ГОРОНО г.Киева (тренеры Е.П.Соловцов и В.И.Шилов). 
С 1991 г. на общественных началах работал в Федерации футбола Украины секретарем любительского футбола и секретарем комитета арбитров, с 1996 г. принят в штат на должность помощника генерального секретаря. Также занимал должности начальника организационного отдела и начальника отдела обеспечения сборных команд и проведения соревнований. С 2007 г. председатель Комитета арбитров Федерации футбола г. Киева (ФФК), с 2010 г. председатель Коллегии футбольных арбитров и наблюдателей г.Киева, с 2015 по 2018 гг. член комитета арбитров Украинской ассоциации футбола. 

### Образование
Окончил в 1995 г. Национальный технический университет Украины «Киевский политехнический институт»  (факультет информатики и вычислительной техники) — инженер-системотехник, в 1999 г. Национальный университет физического воспитания и спорта Украины (олимпийский и профессиональный спорт) — тренер-преподаватель по футболу, с отличием магистратуру Открытого международного университета развития человека «Украина»: 2013 г.  (правоведение) — юрист, 2017 г. (социальная работа) — специалист социальной работы.  
С 2003 г. работал преподавателем кафедры футбола Национального университета физического воспитания и спорта, старшим преподавателем Академии труда и социальных отношений Федерации профсоюзов Украины. С 2008 г. доцент кафедры физической терапии, эрготерапии и физического воспитания Открытого международного университета развития человека «Украина». С 2019 г. заведующий кафедрой физического воспитания и спорта Киевского национального университета строительства и архитектуры.

### Научная деятельность
Доктор психологических наук, профессор. В 2011 г. защитил диссертацию кандидата педагогических наук  в Институте проблем воспитания Национальной академии педагогических наук Украины на тему «Формирование гражданской активности младших подростков в детских спортивных объединениях по месту жительства». Автор собственного определения понятий «Гражданская активность» и «Гражданская активность подростка». В 2020 г. защитил диссертацию доктора психологических наук на тему «Психология самореализации личности в паралимпийском спорте». Защита состоялась в Институте психологии им.Г.С.Костюка Национальной академии педагогических наук Украины. Учёный разработал модель самореализации личности в паралимпийском спорте и раскрыл психологические особенности базовых параметров самореализации личности паралимпийцев. Автор более 100 учебно-методических и научных работ в области педагогики, психологии, права, физической культуры и спорта, истории спорта. Автор научно-исторического издания «Киевский футбол на рубежах времён. Люди. События. Факты. Судейство матчей (1913-2013гг.)». Член редакционной коллегии журнала «Физическое воспитание в родной школе». В течение 7 лет был ведущим урока футбола в детской утренней передаче «Школяда» на Первом Национальном радиоканале Украины, где прививал детям любовь к спорту и здоровому образу жизни. 

### Отличия
Орден «За заслуги» III степени (2021 г.). Заслуженный работник физической культуры и спорта Украины (2013 г.). Отличник образования Украины. Награждён наивысшими знаками отличия: Киевского городского головы — нагрудным знаком «Знак почета», Министерства образования и науки Украины   —  нагрудным знаком «Василий Сухомлинский». Отличиями: Национальной академии педагогических наук Украины – медалью «Ушинский К.Д.»,  Министерства по делам семьи, молодежи и спорта – нагрудными знаками «Почетный работник физической культуры и спорта» и «За активную общественную деятельность», Украинской православной церкви Киевского патриархата - орденом Святого Николая Чудотворца, почетными грамотами и отличиями Службы безопасности Украины, Министерства внутренних дел Украины, Национальной полиции Украины, Киевской городской государственной администрации, Украинской ассоциации футбола, Федерации футбола г. Киева.  

### Карьера арбитра
Проводить  матчи любительских команд начал в 1991 г., Всеукраинских соревнований в 1992 г. Матчи второй лиги чемпионата Украины проводил с 1995 г., первой лиги, как ассистент арбитра, с 1996 г.,  высшей лиги с 2000 г. В международных матчах ассистентом арбитра был с 2002 г. 
В чемпионате и кубке Украины (1995—2010) провёл 114 матчей. Всего в чемпионатах, первенствах и кубке Украины среди профессиональных команд, в качестве ассистента арбитра, провёл 310 матчей и 53 матча международного уровня. Арбитр Национальной категории (1999 г.), ассистент арбитра ФИФА (Международная Футбольная Федерация).
Участник финального турнира чемпионата Европы (U-19) 2003 года. 
С 2010 года — наблюдатель арбитража Всеукраинских соревнований по футболу. 

## Достижения
- Заслуженный работник физической культуры и спорта Украины (2013 г.)
- Ассистент арбитра финального матча Кубка Украины (2009 г.)
- Обладатель «Золотого флажка» — лучшему ассистенту арбитра Чемпионата Украины сезонов 2002/03, 2005/06 и 2008/09 гг. (опрос газеты «Команда»)
- Орден «За заслуги» ІІІ степени (2021 г.)[1]